# Japón en los Juegos Paralímpicos de Atlanta 1996
Japón estuvo representado en los Juegos Paralímpicos de Atlanta 1996 por un total de 81 deportistas, 58 hombres y 23 mujeres.

## Medallistas
El equipo paralímpico japonés obtuvo las siguientes medallas:
| Nombre                                         | Deporte          | Evento                                 |
| ---------------------------------------------- | ---------------- | -------------------------------------- |
| Oro                                            |                  |                                        |
| Noriko Arai                                    | Atletismo        | 100 m T32-33 femenino                  |
| Teruyo Tanaka                                  | Atletismo        | 800 m T51 femenino                     |
| Yasuhiro Une                                   | Atletismo        | 200 m T52 masculino                    |
| Mineho Ozaki                                   | Atletismo        | Jabalina F10 masculino                 |
| Harumi Yanagawa                                | Atletismo        | Maratón T10 masculino                  |
| Mutsuhiko Ogawa                                | Ciclismo en ruta | 5000 m contrarreloj triciclo CP2 mixto |
| Mayumi Narita                                  | Natación         | 50 m libre S4 femenino                 |
| Mayumi Narita                                  | Natación         | 100 m libre S4 femenino                |
| Noriko Kajiwara                                | Natación         | 50 m braza SB3 femenino                |
| Junichi Kawai                                  | Natación         | 50 m libre B1 masculino                |
| Junichi Kawai                                  | Natación         | 100 m libre B1 masculino               |
| Hifumi Suzuki                                  | Tiro con arco    | Individual W2 femenino                 |
| Satoshi Fujimoto                               | Yudo             | –65 kg masculino                       |
| Takio Ushikubo                                 | Yudo             | –71 kg masculino                       |
| Plata                                          |                  |                                        |
| Kazu Hatanaka                                  | Atletismo        | 10 000 m T52-53 femenino               |
| Kazu Hatanaka                                  | Atletismo        | Maratón T52-53 femenino                |
| Noriko Arai                                    | Atletismo        | 200 m T32-33 femenino                  |
| Yasuhiro Une                                   | Atletismo        | 100 m T52 masculino                    |
| Kazuya Murozuka                                | Atletismo        | Maratón T52-53 masculino               |
| Mayumi Narita                                  | Natación         | 50 m espalda S4 femenino               |
| Mayumi Narita                                  | Natación         | 200 m libre S4 femenino                |
| Junichi Kawai                                  | Natación         | 100 m espalda B1 masculino             |
| Shigeko Matsueda Hifumi Suzuki Masako Yonezawa | Tiro con arco    | Equipo clase abierta femenino          |
| Nobuhiro Kanki                                 | Yudo             | –60 kg masculino                       |
| Bronce                                         |                  |                                        |
| Kazu Hatanaka                                  | Atletismo        | 5000 m T52-53 femenino                 |
| Shigeo Yoshihara                               | Atletismo        | Salto de altura F10-11 masculino       |
| Mutsuhiko Ogawa                                | Ciclismo en ruta | 1500 m contrarreloj triciclo CP2 mixto |
| Shojiro Maeda                                  | Ciclismo en ruta | 5000 m contrarreloj CP3 mixto          |
| Mayumi Narita                                  | Natación         | 150 m estilos SM4 femenino             |
| Akinobu Aoki                                   | Natación         | 50 m libre S4 masculino                |
| Akinobu Aoki                                   | Natación         | 100 m libre S4 masculino               |
| Junichi Kawai                                  | Natación         | 200 m estilos B1 masculino             |
| Michiyo Nuruki                                 | Tenis de mesa    | Individual 9 femenino                  |
| Kenichi Suzuki                                 | Tenis de mesa    | Individual 8 masculino                 |
| Koichi Minami                                  | Tiro con arco    | Individual W1 masculino                |
| Mitoya Ishida Kenichi Nishii Masao Sato        | Tiro con arco    | Equipo de pie masculino                |
| Osamu Takagaki                                 | Yudo             | +95 kg masculino                       |